# Храст у Шаранима
Храст у Шаранима био је запис у селу Шарани код Горњег Милановца, на локалитету Росуље. Пречник крошње дрвета био је око 26–27 метара, док је пречник само стабла био преко 2 метра, а старост му је процењена на око 600 година. Сам запис, и поред своје величине и старости, није био познат широј јавности све до почетка изградње ауто-пута А2, познатијег као „Коридор 11“, чија је траса пројектована тако да се стабло нашло између две траке. Када су грађевинске машине почеле рашчишћавање терена око храста и када су стигле до његових жила, велики број људи прикључио се акцији да се запис ипак сачува, а да се траса ауто-пута модификује тако да дрво остане између две траке. Радови су се око самог храста обуставили од јуна 2013. године када је из Владе Србије обећано да ће дрво бити сачувано, док су радови на 100 метара од и до стабла наставили без измене трасе. Скоро две године касније ова тема се поново актуелизовала када се појавила вест да се запис ипак мора посећи.
Храст је посечен 23. јула 2015. ујутру у периоду од 5 до 6.30 сати.
У већини извештаја о овом запису наводило се да се дрво налази на Савинцу, али је то погрешно. Савинац је шири земљишни простор на левој обали реке Дичине, на којем се налази црква Светог Саве, чардаци из времена Турака, парохијски дом, школа, продавница, позната „Мићова кафана“ и викенд–куће. Запис се налазио око 600 метара од Савинца, путем који води ка Дренови.
Храст је био и тема ликовне колоније „Мина Вукомановић-Караџић” 2016. године. Тада је најављено да постоји идеја да се оснује и посебна колонија чија ће тема бити храст и његово сечење. Уметници су такође најавили да ће се потрудити да вајарским радом одају почаст храсту, а заложили су се и за подизање макете од вештачких материјала на месту где је храст некада стајао.

## Додатни текстови

#### На српском
1. „Projektanti na Koridoru 11 ubijaju sveto drvo”. Вечерње новости. 21. 6. 2013. Приступљено 10. јул 2015.
2. „NVO osudile izjavu Vučića o hrastu”. Б92. 2. 7. 2013. Приступљено 28. јул 2015.
3. S. Antonijević/V. Nikitović (13. 7. 2013). „Ministarstvo građevina: Vučić je preterao, hrast će nas koštati manje od 30 miliona evra”. Блиц. Приступљено 28. јул 2015.
4. „Udruženja građana osudila Vučićevu izjavu da je autoput važniji od jednog hrasta”. Блиц. 2. 7. 2013. Приступљено 28. јул 2015.
5. „Александар Вучић против Записа, Храст-коалиција против Вучића”. Фонд стратешке културе. 6. 7. 2013. Архивирано из оригинала 14. 03. 2016. г. Приступљено 28. јул 2015.
6. „Vučić: Pred nama su ključne promene”. Вечерње новости. 2. 7. 2013. Приступљено 28. јул 2015.
7. „Hrast zaustavio Koridor 11: Kletva nasred autoputa”. . 20. 6. 2013. Приступљено 10. јул 2015.
8. „Зелени Србије: Због Коридора 11 хоће да секу храст стар више векова”. Политика. 21. 6. 2013. Приступљено 10. јул 2015.
9. „Hoće li preživeti najstariji hrast u Srbiji?”. Данас. Приступљено 10. јул 2015.
10. Миљана Лесковац (29. 6. 2013). „Otkud toliki otpor seči drveta starog 600 godina: Obožavanje hrasta ostalo iz paganskih vremena”. Блиц. Приступљено 10. јул 2015.
11. „Hrastu nude čeličnu masku”. Вечерње новости. 10. 7. 2013. Приступљено 10. јул 2015.
12. „Zasadiće Velja i stariji hrast od 600 godina. I lepši!”. . 10. 7. 2013. Приступљено 10. јул 2015.
13. „GM: Građani ne daju 600 godina stari hrast”. . 7. 7. 2013. Приступљено 10. јул 2015.
14. „Ilić: I hrast i auto-put”. РТС. 9. 7. 2013. Приступљено 10. јул 2015.
15. „Velja Ilić slagao za projekat spasavanja hrasta na Koridoru 11?”. . 12. 7. 2013. Приступљено 10. јул 2015.
16. „Ko pobeđuje - hrast ili Koridor 11?”. Б92. 25. 6. 2013. Приступљено 10. јул 2015.
17. „Због храста измештају трасу Коридора 11?”. Радио-телевизија Војводине. 1. 7. 2013. Приступљено 10. јул 2015.
18. М. Авакумовић (2. 7. 2013). „Сеоба „записног” храста из села Савинац”. Политика. Приступљено 10. јул 2015.
19. Бошко Ломовић (22. 7. 2013). „Храст и заврзламе око храста”. Политика. Приступљено 10. јул 2015.
20. „Nastavlja se borba za hrast”. Вечерње новости. 3. 7. 2013. Приступљено 10. јул 2015.
21. M. BOŠNJAK (8. 7. 2013). „Pod krošnjom brane koren istorije”. Вечерње новости. Приступљено 10. јул 2015.
22. „Ilić: Hrast ostaje, pomera se most”. Вечерње новости. 16. 7. 2013. Приступљено 10. јул 2015.
23. „Radnici po cenu otkaza neće da seku sveto drvo, plaše se kletve!”. . 4. 7. 2013. Приступљено 10. јул 2015.
24. Vladimir Nikitović (3. 7. 2013). „Srbija: Hrast star šest vekova zaustavio radove na Koridoru 11”. Радио слободна Европа. Приступљено 10. јул 2015.
25. „Udruženja građana osudila Vučićevu izjavu da je autoput važniji od jednog hrasta”. Блиц. 2. 7. 2013. Приступљено 10. јул 2015.
26. „Храст у Савинцу симбол неодговорности”. Зелени Србије. Архивирано из оригинала 16. 10. 2018. г. Приступљено 10. јул 2015.
27. Vladimir Nikitović (25. 6. 2015). „Vlasti Srbije seku drvo staro šest vekova: Hrast više nema ko da brani”. Радио слободна Европа. Приступљено 10. јул 2015.
28. Никола Јоксимовић (27. 6. 2015). „Храст је црква и зато га не дирајте!”. . Приступљено 10. јул 2015.
29. „Velja Ilić ne žali naš novac da spase bolesni hrast uz autoput”. Блиц. 14. 8. 2013. Приступљено 10. јул 2015.
30. „Hrast star 600 godina nije pod zaštitom - ima poremećeno zdravlje”. Блиц. 8. 8. 2013. Архивирано из оригинала 12. 07. 2015. г. Приступљено 10. јул 2015.
31. „Zeleni Srbije: Vlada da sačuva hrast u Savincu”. Вечерње новости. 8. 8. 2013. Приступљено 10. јул 2015.
32. „Министарство: Оболео стари храст”. РТС. 8. 8. 2013. Приступљено 10. јул 2015.
33. V. Jokić (3. 9. 2013). „Drveće u Srbiji: Džinovi sa Kosova stari 750 godina (FOTO)”. . Приступљено 10. јул 2015.
34. „Срби брину о храсту, а Исланђани о вилењацима!”. РТС. 25. 12. 2013. Приступљено 10. јул 2015.
35. „Храст из Савинца пркоси Коридору 11”. РТС. 19. 4. 2015. Приступљено 10. јул 2015.
36. „Храст на Савинцу се ипак сече”. РТС. 26. 6. 2015. Приступљено 10. јул 2015.
37. Z. Marjanović (27. 6. 2015). „Presuda hrastu, nesreća putnicima”. vesti-online.com. Приступљено 10. јул 2015.
38. „Ministarka pozvana da poseče hrast na Savincu”. Novinska agencija Beta. 29. 6. 2015. Архивирано из оригинала 11. 07. 2015. г. Приступљено 10. јул 2015.
39. „"Neka se Zorana tri puta prekrsti i neka tri puta udari sekirom u hrast"”. Блиц. 29. 6. 2015. Приступљено 10. јул 2015.
40. „Hrastu podići spomenik, a kalem opet zasadite”. Блиц. 24. 6. 2015. Приступљено 10. јул 2015.
41. „Поново траже да се сачува храст на Коридору 11”. Радио-телевизија Војводине. 22. 6. 2015. Приступљено 10. јул 2015.
42. Ана Ребић (1. 7. 2015). „Сечење храста је скрнављење традиције”. Радио-телевизија Војводине. Приступљено 10. јул 2015.
43. „Koridor pre sujeverja - hrast mora pasti”. Б92. 25. 6. 2015. Приступљено 10. јул 2015.
44. V. ILIĆ (25. 6. 2015). „Koridor 11: Hrast nema ko da seče”. Вечерње новости. Приступљено 10. јул 2015.
45. „Vigor Majić: Šuma umesto starog hrasta”. Вечерње новости. 25. 6. 2015. Приступљено 10. јул 2015.
46. „Mihajlović: Rešenje za stari hrast - kalem na drugo drvo”. Вечерње новости. 27. 6. 2015. Приступљено 10. јул 2015.
47. „Hrast ili koridor - pitanje je sad”. N1info.com. 30. 6. 2015. Архивирано из оригинала 11. 07. 2015. г. Приступљено 10. јул 2015.
48. „Проф. др Михајло Митровић: То није ваш, то је наш храст!”. . 5. 7. 2015. Приступљено 10. јул 2015.
49. „Zorana ćuti kada će pasti hrast!”. . 1. 7. 2015. Архивирано из оригинала 11. 07. 2015. г. Приступљено 10. јул 2015.
50. M. BOŠNjAK (10. 7. 2015). „Rešena sudbina hrasta u Savincu?”. Вечерње новости. Приступљено 10. јул 2015.
51. „Spomen park viševekovnom hrastu na Savincu”. Блиц. 9. 7. 2015. Приступљено 10. јул 2015.
52. „Protojerej Pavlović: Hrast nije svetinja”. Танјуг. 4. 7. 2015. Приступљено 10. јул 2015.
53. DRAŽA PETROVIĆ (3. 7. 2015). „Ide maler Koridorom 11”. . Приступљено 10. јул 2015.
54. R. Lončar (11. 7. 2015). „Hrast nije ni crkva ni svetac”. . Приступљено 11. јул 2015.
55. „Zeleni Srbije: Građani da odluče o sudbini hrasta”. Novinska agencija Beta. 11. 7. 2015. Архивирано из оригинала 12. 07. 2015. г. Приступљено 11. јул 2015.
56. „Потпредседник Зелених Србије др Љубинко Ракоњац: Храст не треба сећи”. Зелени Србије. Архивирано из оригинала 13. 07. 2015. г. Приступљено 13. јул 2015.
57. „Rešene sudbine hrasta i bazilike na Koridorima 11 i 10?”. . 10. 7. 2015. Приступљено 13. јул 2015.
58. „Посечен стари храст у Савинцу”. РТС. 23. 7. 2015. Приступљено 26. јул 2015.
59. „HUMANO Novac od hrasta dao za izgradnju vodovoda u Savincu”. Блиц. 25. 7. 2015. Приступљено 26. јул 2015.
60. Vladimir Nikitović; Bojana Anđelić; Marko R. Petrović (24. 7. 2015). „ŠUMADIJSKI MASAKR Preživeo 14 ratova, sasekao ga Dragan: Pošteno sam odradio posao”. Блиц. Приступљено 26. јул 2015.
61. S. Vukašinović (24. 7. 2015). „SPC AMINOVALA SEČU Trup starog hrasta biće sačuvan u porti crkve”. Блиц. Приступљено 26. јул 2015.
62. Milorad BOŠNjAK (23. 7. 2015). „Hrast pao u zoru”. Вечерње новости. Приступљено 26. јул 2015.
63. „Садња младица храста у Савинцу, конзервирање старог храста”. Танјуг. 23. 7. 2015. Архивирано из оригинала 16. 11. 2020. г. Приступљено 26. јул 2015.
64. „"Hrast krišom posečen da građani ne bi reagovali"”. Б92. 23. 7. 2015. Приступљено 26. јул 2015.
65. „Spomen-park za novi život hrasta”. Б92. 23. 7. 2015. Приступљено 26. јул 2015.
66. „Vekovi SRAMNO zbrisani: Hrast star 600 godina posečen TAJNO, preko noći!”. . 23. 7. 2015. Приступљено 26. јул 2015.
67. „Ministarstvo građevinarstva: Hrast je bio truo”. Новинска агенција Бета. 23. 7. 2015. Архивирано из оригинала 04. 03. 2016. г. Приступљено 26. јул 2015.
68. „Spomen park hrastu u porti crkve u Savincu”. Новинска агенција Бета. 23. 7. 2015. Архивирано из оригинала 26. 07. 2015. г. Приступљено 26. јул 2015.
69. „Posjekli su hrast star 600 godina”. . 24. 7. 2015. Приступљено 26. јул 2015.
70. „Srbija: Posjekli drvo staro šest vijekova”. Радио-телевизија БН. 23. 7. 2015. Приступљено 26. јул 2015.
71. „Конзервација дела старог храста у спомен-парку у Савинцу”. Влада Републике Србије. 23. 7. 2015. Приступљено 26. јул 2015.
72. J. Matijević (15. 8. 2015). „Kao da hrasta nikad nije bilo”. Вечерње новости. Приступљено 12. новембра 2015. Проверите вредност парамет(а)ра за датум: |access-date= (помоћ)

#### На енглеском
1. „Serbia: Oak Tree Blocks The Construction Of Corridor 11”. . 29. 6. 2013. Приступљено 10. јул 2015.
2. Igor Jovanović (29. 6. 2015). „Ancient Oak Stalls Highway Construction in Serbia”. . Приступљено 10. јул 2015.
3. „Serbia: Historic oak tree stalls motorway construction”. BBC. 30. 6. 2015. Приступљено 10. јул 2015.
4. „Serbia: 600 Year-Old-Oak Cut Down”. . 23. 7. 2013. Приступљено 26. јул 2015.